# Feel So Alive
「Feel So Alive」（フィール・ソー・アライブ）は、三代目 J Soul Brothers from EXILE TRIBEの楽曲である。

## 概要
- 6thオリジナル・アルバム『THE JSB LEGACY』、ベスト・アルバム『THE JSB WORLD』に収録されている。
- 「Feel So Alive」のミュージック・ビデオの監督は、二宮“NINO”大輔が務めた。日本人固有の「和」を、現代のストリート系アート・ファッションと結合して描き、“和モダン・ストリート～Japanese Street Brand～”の世界を表現。また、歌舞伎をテーマの一つにしている[1]。モデル・貴島明日香が白塗りの女性役で出演していた[2]。
- ELLYが「CRAZYBOY」として作詞を手掛けているほか、ラッパーで初参加。

## チャート成績
- 2016年4月11日付のiTunesウィークリーランキング、レコチョク週間シングルランキングで、初登場1位を獲得。

## 収録曲
1. Feel So Alive [4:18]
作詞：michico, CRAZYBOY、作曲：T.Kura, michico, CRAZYBOY、編曲：T.Kura
  - アパマンショップ CMソング。
  - エースコック「スーパーカップ」CMソング。
  - 洋服の青山 CMソング。

## 収録アルバム
| 収録アルバム          | 楽曲          | 曲順 |
| --------------------- | ------------- | ---- |
| THE JSB LEGACY        | Feel So Alive | 1    |
| THE JSB WORLD(DISC-3) | Feel So Alive | 8    |